# Kenya Electricity Generating Company

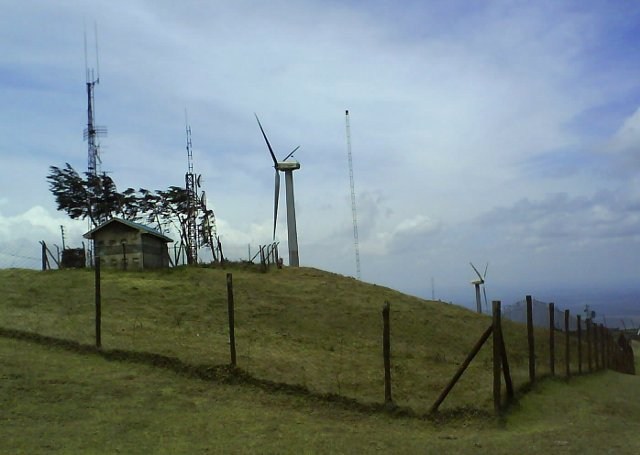
KenGens vindkraftverk på Ngong Hills vid Ngong utanför Nairobi.

Kenya Electricity Generating Company (KenGen) är ett statligt elbolag i Kenya, som producerar merparten av landets el. Företaget, som grundades 1997, är noterat på Nairobibörsen.
KenGen äger 13 vattenkraftverk (615,3 MW), tre värmekraftverk (147 MW), två geotermiska kraftverk (115 MW) och en vindkraftspark (0,35 MW).